# Обстріли Чупахівської селищної громади
Обстріли Чупахівської селищної громади — серія обстрілів та авіаударів російськими військами території Чупахівської селищної громади Охтирського району Сумської області в ході повномасштабного російського вторгнення в Україну.

## 2024

### 1 червня
Завдано ракетний удар по громаді (1 вибух).